# Helen Brownson

Helen Louise Brownson (1 de mayo de 1917 - 5 de agosto de 2017) fue una informatóloga y documentalista teórica estadounidense. Es la primera persona en emplear el término tesauro en el campo de la Información y Documentación.

## Vida y Obra
Helen Brownson se gradúa en la Universidad de Kansas en 1938 en idiomas español y francés. El conocimiento del idioma español le permite trabajar en la compañía aérea Pan-American para el trato con América Latina. Brownson se casa en 1941, año en que se traslada junto a su marido a Washington, quien encontró trabajo como burócrata en la capital estadounidense. 
Cuando EE. UU. entra en la Segunda Guerra Mundial en 1942, su marido se alista a la armada americana y Bronwson encontró trabajo como burócrata del Comité de Investigación Médica, en puesto relacionados con la documentación. En 1946, se incorpora al departamento de Defensa de Estados Unidos como secretaria de Vannevar Bush, dentro de la Comisión de Información Técnica y Científica. Allí, comenzó a enfrentarse a la abundante publicación de literatura gris, sobre todo en ingeniería, informes técnicos y carrera armamentística en el escenario de la Guerra Fría. En 1951 se integra a la Fundación Nacional de la Ciencia, como asistente al desarrollo de programas de información científica de investigación, en su oficina de información científica.
En 1957 se da un hecho clave: el lanzamiento por los rusos del satélite artificial Sputnik, por lo que la Casa Blanca se puso en contacto con Brownson y la Fundación Nacional de la Ciencia para que impulsasen proyectos relacionados con los procesos documentales, dotándoles de amplia financiación. A este impulsó se llegó tras constatar que la Unión Soviética poseía unos servicios de indización, resumen y difusión de información científica más desarrollado que el americano. En mayo de ese año, Helen Brownson participó en la Dorking Conference on Classification donde utilizó el término tesauro como lenguaje documental, basado en distintas redes de significados relacionados, citándolo además como una herramienta mecanizada para la Recuperación de información. Con ellos, Brownson analiza la problemática de traducir los conceptos y sus relaciones, tal como se expresan en los documentos, en un lenguaje más regularizado, con los sinónimos controlados y sus estructuras sintácticas simplificadas.
Su paso por la Fundación Nacional de la Ciencia (1951-1966) fue notorio ya que financió numerosos proyectos de información; Cyril Cleverdon dijo de ella que fue la gran influencia en la investigación en Documentación. Entre 1964 y 1967 organizó numerosos seminario en la Universidad Rutgers donde se estudiaban, analizaban y comparaban diversos sistemas de indización y clasificación. En 1966, fundó la Annual Review of Information Science and Technology.
En 1966, Brownson se incorpora al Departamento de Investigación estadounidense como administrador de proyectos de procesamiento de información hasta su jubilación en 1970.
Helen Brownson publicó libros y numerosos artículos sobre Ciencia de la Información; uno de ellos Research on handling scientific information (1960) fue publicado en la revista Science, siendo uno de los pocos artículos sobre estos temas aceptados por esta prestigiosa revista.